# 楠勝平
楠 勝平（くすのき しょうへい、1944年1月17日 - 1974年3月15日）は、日本の漫画家。東京都荒川区出身。本名：酒井 勝宏。
市井の人々の哀歓を描き、わずか30歳で夭折した劇画作家として知られる。代表作に『おせん』『彩雪に舞う…』がある。

## 来歴
中学生の頃から同級生の雨森豪、平野あきらと漫画を描き始める。1957年、近所の貸本屋で長井勝一を紹介され三洋社に出入りするようになる。渡辺美千太郎の元でアシスタントとして修行した後、1960年『剣豪画集』（三洋社）より「必殺奥義」で貸本漫画デビュー。『忍法秘話』（三洋社）や『群狼』（第一プロ）といった貸本短編誌に執筆し、辰巳ヨシヒロらと交友を持つ。その後、白土三平の元でアシスタントとして働きながら『ガロ』や『COM』を中心に作品を発表、高い評価を得る。しかし中学生の頃より患っていた心臓弁膜症が悪化、1974年3月15日に30歳で死去。長井は後に「白土三平さんのただひとりの弟子なんだけど若くして亡くなったからね…まさしく夭逝の天才だよ…もう少し生きててもらいたかった」と語っている。
長い間、単行本を入手するのは困難であったが、2001年2月に青林工藝舎から600ページに及ぶ作品集『彩雪に舞う…』が限定3000部で刊行された。
いしいひさいちは生涯ベスト単行本に『おせん』（青林堂）をあげている。
2021年9月、山岸凉子選定による作品集がちくま文庫から刊行された。山岸はあとがきで楠作品は「メジャーで普遍的な世界を描いている」と評した。

## 作品集
- ガロ別冊「楠勝平特集」（1970年、青林堂 ※絶版）（生前に刊行された唯一の作品集）
- 楠勝平作品集（1975年、青林堂 ※絶版）
- おせん（青林傑作シリーズ第18巻）（1978年、青林堂 ※絶版）
- 彩雪に舞う…（2001年、青林工藝舎 ※絶版）
- 楠勝平コレクションー山岸凉子と読む（2021年、ちくま文庫）

## 作品年表
1960年
- 必殺奥義（剣豪画集-2、三洋社）
- 剣と（忍風別冊-3、三洋社）

1963年
- 毒（忍法秘話-1、青林堂）

　（ガロ、1973年10月号再録）
- 内職忍者（忍法秘話-2）
- 三人の詐欺師（忍法秘話-3）
- 肥（忍法秘話-4）

1964年
- 赤い雨（忍法秘話-5）
- 石塔（忍法秘話-6）
- しょうばいしょうばい（忍法秘話-8）
- ほとけの善兵衛さん（忍法秘話-8）
- 稲荷繁盛記（忍法秘話-9）
- 地獄（忍法秘話-10）
- 遭難（忍法秘話-11）
- 紅蓮の罠（忍法秘話-12）
- 馬鹿な話（忍法秘話-13）
- 仙丸（ガロ、10月号～1965年 6月号、青林堂）

1965年
- 仇 第一話 永遠の演技（忍法秘話-15）
- 仇 第二話 脱藩（忍法秘話-16）

1966年
- 仇（群狼-１、第一プロ）
- 名刀（ガロ、10月号）

　（ガロ、1974年6月号再録）
　（青林工藝舎、アックス、127号（2019年）再録）
- いざかや（ガロ、11月号）
- おせん（ガロ、12月号）

　（ガロ、1974年2月号再録）
　（ガロ、1992年10月号再録）
　（文春文庫ビジュアル版、'60年代傑作集 マンガ黄金時代再録）
　（ちくま文庫、貧乏まんが再録）
　（ちくま文庫、楠勝平コレクション再録）
1967年			
- 殿さまとざらざらした味（ガロ、1月号）

　（ちくま文庫、楠勝平コレクション再録）
- 島抜け（群狼-2）
- 喧嘩（ガロ、2月号）
- 鎧（ガロ、3月号）
- 冷たい涙（ガロ、5月号）
- 参加（ガロ、6月号）
- 蛸（破、東京トップ社）

　（ガロ、1977年5月号再録）
- どろ棒とこん棒（ガロ、7月号）
- 茎（ガロ、9月号～10月号）

　（ちくま文庫、楠勝平コレクション再録）
- 赤水（ガロ、12月号～1968年1月号）

1968年	
- 出張（青春 - No.38、第一プロ）
- 臨時ニュース（ガロ、5月号）

1969年
- チェッ（ガロ、7月号）
- よるが恐い（COM、8月号、虫プロ商事）
- 石匠（原作・冬木良）（ガロ、10月号）
- 地獄（COM、12月号～1970年 1月号）

1970年
- 盗っ人（ガロ、1月号）
- 空にて…（COM、2月号）
- 達磨さん達磨さん 睨めっこしましょう 笑うと負けよ アップップ!（COM、4月号）

　（アックス、9号（1999年）再録）
- 大部屋（ガロ、5月号）

　（ちくま文庫、楠勝平コレクション再録）
- 風と風（サンデー毎日増刊「劇画とマンガ」第2集、毎日新聞社）
- 暮六ツ（ガロ、9月号）

　（ガロ、1974年6月号再録）
　（ちくま文庫、日常の淵 現代マンガ選集再録）
　（ちくま文庫、楠勝平コレクション再録）
- ふじが咲いた（ガロ、10月号）

　（金の星社、江戸町人文化（2014年）再録）
　（ちくま文庫、楠勝平コレクション再録）
- めくらのはなし（わかもの、わかもの社）

1971年
- はあーはあーはあー（COM、1月号）

　（ちくま文庫、楠勝平コレクション再録）
- 中床清吉（漫画フレッシュ、1月号、双葉社）

　（ガロ、1973年4月号再録）
- あらさのさぁー（ガロ、2月号）

　（ガロ、1974年6月号再録）
- ちょうちん（わかもの、2月号）
- まめ（ガロ、4月号）
- 梶又衛門（ガロ、6月号）

　（ちくま文庫、楠勝平コレクション再録）
- 赦免船はやってきた!（長編コミック傑作集、7月21日号、芳文社）
- ぼろぼろぼろ（ガロ、9月号～1972年 6月号）
- やすべえ（COM、11月号）

　（ちくま文庫、楠勝平コレクション再録）
- 蝶を見た!（原作・岩崎稔）（長編コミック傑作集、9月22日号）
- ゴセの流れ（長編コミック傑作集、12月15日号）

　（ガロ、1973年9月号再録）
　（アックス、17号（2001年）再録）
　（ちくま文庫、楠勝平コレクション再録）
1972年
- ぐれん（漫画ボン、2月号、少年画報社）
- 錦を飾れ（長編コミック傑作集、2月16日号）
- とも……（長編コミック傑作集、4月19日号）
- しまい風呂（ヤングコミック、7月26日号、少年画報社）
- ふたり（漫画ボン、10月増刊号）
- あね（漫画ボン）
- おたふく殿

1973年
- 山ちゃんが死んだとさ（ガロ、1月号）
- ある男（ガロ、2月号）
- 彩雪に舞う…（ガロ、3月号）

　（アックス、127号（2019年）再録）
　（ちくま文庫、楠勝平コレクション再録）
- 閃影（漫画ボン、4月号）
- 鬼の恋（ガロ、5月号）

　（ちくま文庫、楠勝平コレクション再録）
- とし（ガロ、6月号）
- 初夏のひびき（漫画ボン、8月号）
- 毒（ガロ、10月号）

## 師匠
- 渡辺美千太郎
- 白土三平